# Conrad Graf
Pour les articles homonymes, voir Graf.
Conrad Graf (Riedlingen, 17 novembre 1782 – Vienne, 18 mars 1851) est un facteur de pianos autrichien-allemand. Ses pianos ont été utilisés, entre autres, par Beethoven, Schubert, Chopin et Clara Schumann.

## Biographie
Graf a commencé sa carrière en tant qu'ébéniste, étudiant l'artisanat dans son pays natal, Riedlingen, dans le sud de l'Allemagne, dans ce qui était alors encore l'Autriche. Il accède au statut de compagnon en 1796 et émigre à Vienne vers 1798 ou 1799. En 1800, il sert brièvement dans les bénévoles de l'unité militaire le Jäger Freikorps, puis devient apprenti chez un fabricant de pianos nommé Jakob Schelkle, travaillant d'abord à Währing puis dans la banlieue de Vienne. Lorsque Schelkle meurt en 1804, Graf épouse sa veuve Catherine et reprend l'affaire familiale.
La famille Graf a deux enfants qui figurent dans les dossiers du recensement : Karalina Schelklin (née en 1802), issue du premier mariage de Katherina et Juliana Graf (née en 1806). Catherine meurt en 1814 et Graf ne se remarie pas.
On ne sait précisément comment Graf développe son style, ni ses méthodes de construction des pianos. Aucun des pianos de son mentor Schelkle ne nous sont parvenus et les instruments subsistants du début de la carrière de Graf ne sont pas très différents de ceux de sa pleine maturité. Comme dit Wythe : « Le style Graf semble avoir émergé, entièrement développé, à partir de son d'apprentissage avec un obscur facteur provincial. »
Le début du XIXe siècle est une période de fermentation dans la fabrication des pianos. Wythe décrit le travail des constructeurs contemporains comme « un mélange instable d'artisanat traditionnel et de nouvelles technologies, se déroulant dans une atmosphère d'intense concurrence ». Graf réussit bien dans ce milieu. En 1809, sa fabrique emploie dix ouvriers. En 1811, elle quitte sa banlieue originale pour de nouveaux quartiers dans le centre-ville (plus cher). En 1824, il est nommé facteur de piano et de clavier royal comme Fournisseur de la Cour impériale et royale.
En 1826, l'augmentation de la demande pour ses pianos conduit Graf à adopter des méthodes de production de masse, un domaine dans lequel il est pionnier. Auparavant la construction de ses pianos s'est déroulée dans de petits ateliers. Il achète la « Mondscheinhaus » (maison de la lune), une salle de danse à la mode au XVIIIe siècle située dans le 4e arrondissement et la convertit en une fabrique de pianos, procédant à la suppression des lustres et autres équipements. Un rapport à partir de 1835 indique que l'usine compte 40 employés, « organisés en huit divisions, chacune spécialisée dans un métier particulier » (Wythe). De nombreux ouvriers vivent alors dans le même immeuble qui se compose de dix appartements. Entre 1827 et 1831 Graf construit deux bâtiments annexes à l'usine, lui ajoutant plus de 1000 mètres carrés.
La firme de Graf produira plus de 3000 instruments au long de son existence. Comme le Grove Dictionary le remarque, les instruments « font preuve d'un remarquable degré de cohérence et peuvent être classés selon une série de modèles » sans doute une conséquence des méthodes de production de masse de Graf. La baisse des coûts de fabrication des instruments à l'usine conduit au cours du XIXe siècle, à la généralisation de la possession des pianos par la classe moyenne.
En 1835, Graf remporte une médaille d'or pour son piano lors de la première exposition viennoise de produits industriels. Ses pianos étaient souvent détenus et joués par de célèbres musiciens.
En 1840 Graf prend sa retraite et vend à la firme à Carl Stein, petit-fils du célèbre facteur de pianos, Johann Andreas Stein.
L'entreprise de Graf a suffisamment de succès pour qu'il puisse devenir un amateur d'art, se constituant une vaste collection. En 1840, il commande à Josef Danhauser, le célèbre tableau de Franz Liszt au Piano (voir plus bas), qui montre Franz Liszt jouant et imaginant un rassemblement de ses amis. L'instrument représenté est un Graf.
Lors de son départ à la retraite Graf, sert en tant que bénévole auprès d'un homme d'affaires de l'association le Niederosterreichische Gewerb-Verein (« Association Industrielle de Basse-Autriche ») qu'il avait contribué à fonder en 1839. Il décède le 18 mars 1851, à l'âge de 69 ans. Ses dernières volontés prévoient un legs important à des organismes de charité.

## Pianos

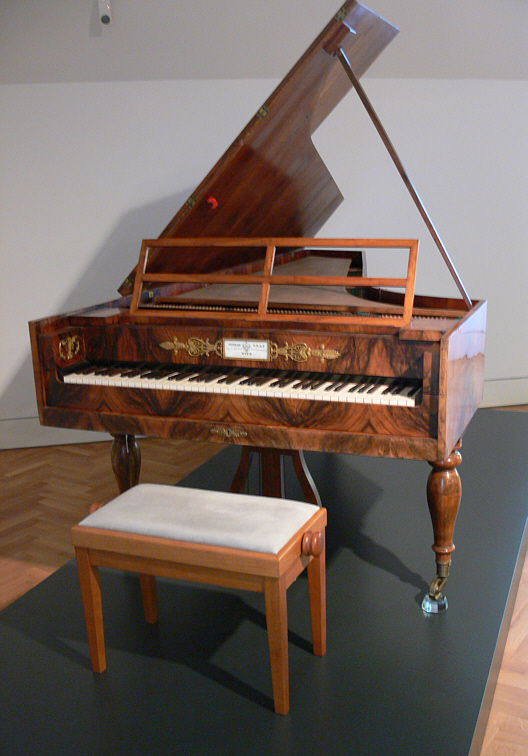
Un piano de Conrad Graf.

Comme c'est typique des pianos de son époque, Graf utilise peu le renforcement en métal pour ses instruments. Le seul métal structurel se trouve dans l'intervalle d'espacement qui renforce la structure, à l'endroit où les cordes se croisent sur l'action. En dehors de cela, leur construction est entièrement constituée de bois. La pose est à droite comme pour tous les pianos à cordes parallèles et non avec le passage des cordes basses sur celles des aigus comme c'est le cas sur les pianos modernes. Le registre est de ut-fa-sol. Il y a de trois à cinq pédales, outre la pédale standard on peut également trouver la pédale douce, basson, modératrices piano et pianissimo et une pédale janissaire.
Bien que dépourvus de cadre en métal les pianos Graf sont très robustes. Selon Wythe, « Les éléments du châssis sont constitués de cinq couches de stratifié de chêne et d'épicéa, solidarisés comme des briques à chaque jointure et au rail du chevalet, créant un cadre exceptionnellement stable » La caisse est laminée (c'est-à-dire, construite en couches, comme c'est généralement le cas pour les grands queues modernes). Lorsque le nombre et la tension des cordes ont augmenté, cette construction robuste est venue empêcher la déformation qui pouvait être un problème commun des pianos Graf jusque-là.
Les pianos viennois, y compris ceux de Graf, sont connus pour l'amortissement efficace du son après que le relâchement de la touche. Graf obtient ce résultat par divers moyens. Les amortisseurs sont classés par taille (plus grande dans les basses) et il utilise des matériaux différents pour les différents registres (de la laine dans les aigus, du cuir dans la partie basse). Le poids des amortisseurs est également contrôlé : les amortisseurs pour des notes graves sont faits d'un bois plus lourd (hêtre), par rapport au tilleul utilisé pour les aigus. Les plus graves, amortisseurs de 13 à 17, sont lestés de plomb.
Un aspect curieux de certains pianos Graf, réside dans la présence d'une seconde table d'harmonie. Il n'y a pas de ponts entre les deux tables ni avec les cordes, la seconde table flotte simplement au-dessus des cordes sans être reliée à elles. Selon Wythe le but ainsi recherché est de rendre le son « plus doux et plus équilibré ». L'instrument présenté en illustration dans l'article est pour sa part à une seule table d'harmonie.
L'extérieur de pianos Graf en grande partie sans décors, met davantage l'accent sur la beauté du travail du bois, avec une ébénisterie soignée faite de placages de noyer et d'acajou avec un motif en miroir créé par la marqueterie – visible sur l'illustration ci-dessus. Les touches blanches sont comme habituellement en ivoire et celles des dièses en ébène.
Grâce à leur construction robuste, les pianos Graf ont une durée de vie longue. Plus de 60 d'entre eux ayant subsisté jusqu'à nos jours peuvent être vus dans de nombreux musées d'instruments de musique d'Europe et des États-Unis.
A une seule exception près, les pianos Graf subsistants sont des grands queues de concert. Seul existe aussi un piano vertical (sorte d'alternative ancienne aux droits) de 1829, construit sur commande et richement décoré avec des cariatides, une urne ornementale et d'autres sculptures. Il est conservé au Gemeentemuseum de La Haye

### Sonorité
En raison de leur construction visant la solidité, les pianos Graf ont une sonorité assez différente de celle des pianos joués par Mozart, Haydn ou Beethoven, comme par exemple ceux construits par Johann Andreas Stein ou Anton Walter. Leur son paraît « plus lourd » avec moins de nuances, il se rapproche un peu de celui des pianos modernes. Le facteur et érudit contemporain Paul Poletti qui a une expérience dans la restauration et la fabrication de copies de pianos Graf, donne ces commentaires sur la sonorité des Graf :

« Les instruments Graf représentent une esthétique qui est plus viennoise de type proto-romantique que de celui fin de la périodeclassique. Tout dans leur conception est adapté pour fournir une longue tenue de note chantante, qui, malheureusement se fait au détriment de la clarté et de la transparence. Si vous aimez vraiment la musique de Schumann et les premières œuvres de Brahms un Graf sera très adapté, mais si vous êtes plus intéressé par (la musique de) Beethoven ou de Schubert, je vous recommande un instrument de la fin du classique... les instruments Graf sont significativement plus lourds que leurs contemporains en raison de leur solide cadre en chêne. En dépit de leur réputation, ils ne sont pas plus sonores que les instruments d'autres facteurs – peut-être même moins . »

Pour écouter les fichiers sonores illustrant les sonorités d'un Graf se reporter au § Liens externes ci-dessous.

### Graf inventeur
Bien que les pianos Graf soient généralement considérés comme de conception classique, il existe des preuves que Graf explore différentes façons de les améliorer. Ses innovations techniques comprennent le renforcement des entretoisements mentionné plus haut, une nouvelle méthode consistant à couvrir de cuir les marteaux, voire le recours à des cordes quadruples. À différents stades (vers 1810-1820 , mais aussi en 1826, cf.infra), Graf explore la possibilité d'ajouter une quatrième corde par note. Graf conçoit également une scie mécanique pour la découpe des placages, capable de couper de larges bandes jusqu'à 57 cm. Il crée aussi un dispositif destiné à aider les personnes sourdes (voir ci-dessous) à entendre le son du piano.

## Pianos joués par de célèbres musiciens
Probablement en 1826 Graf prête un piano de six octaves et demi à Ludwig van Beethoven (triples cordes dès le do-dièse et quadruples cordes à partir du ré en haut (fa4) – on peut faire l'hypothèse que ce cordage renforcé rendrait le piano plus audible pour le compositeur devenu tout à fait sourd à cette époque. L'appareil de canalisation sonore de Graf, mentionné plus haut, a également fait partie de cet effort.
Après la mort de Beethoven en 1827, Graf reprend le piano et le vend à la famille Wimer de Vienne. L'instrument subsiste aujourd'hui, il est exposé à la Beethoven-Haus de Bonn L'importance du piano Graf sur la carrière de Beethoven est probablement mineure. Selon Good, « la seule œuvre écrite pour le piano après son obtention, est la transcription pour piano à quatre main de la Grande fugue... et les indications sont qu'il en jouait très peu, même pour lui-même durant les trois dernières années de sa vie ».
En 1829, le jeune Frédéric Chopin se rend à Vienne pour donner des concerts. Graf et son rival Matthäus Andreas Stein mettent chacun à sa disposition un instrument. Chopin, qui était familier des pianos d'autres pays particulièrement français avec sa marque préférée Pleyel, n'hésite pas et sélectionne le Graf pour ses concerts viennois qui sont un succès. Selon Goldberg, Chopin aurait continué à « chérir » les instruments de Graf au cours de la suite de sa carrière, bien qu'il jouait à Paris où elle s'est principalement déroulée quasi exclusivement sur les pianos Pleyel de son ami Camille Pleyel.
D'autres musiciens possèdent dans les mêmes années des pianos Graf, notamment Friedrich Kalkbrenner associé de Camille Pleyel au sein des pianos Pleyel.

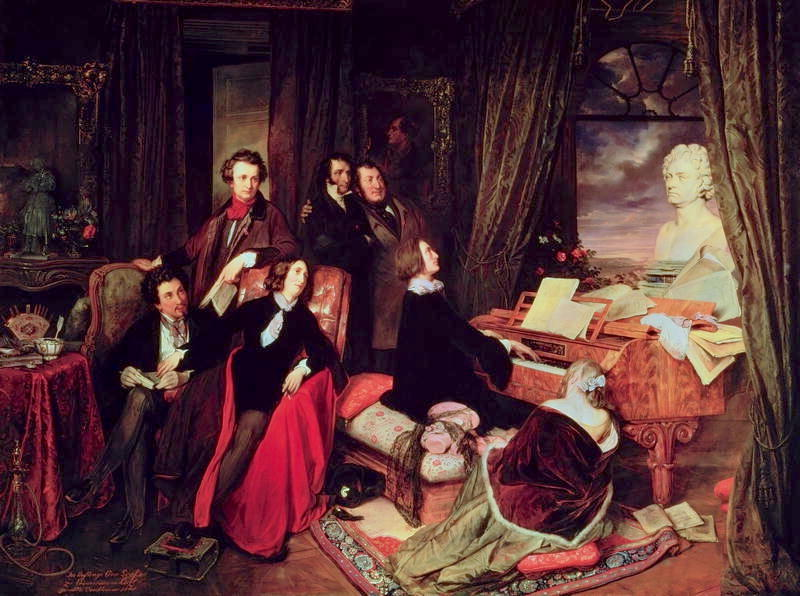
Franz Liszt joue un piano Graf lors d'un imaginaire rassemblement de ses amis. Toile commandée par Conrad Graf, à Josef Danhauser en 1840.

Le célèbre compositeur et pianiste virtuose Franz Liszt qui a joué des pianos Graf, semble constituer comme une écharde dans la carrière de Graf, car ses pianos ne semblent pas constitués pour supporter la fougue de Liszt lors de ses moments d'interprétation les plus passionnés. Friedrich Wieck écrit dans son journal lors d'un visite à Vienne de Liszt en 1838 : « Nous avons entendu Liszt sur un Conrad Graf aujourd'hui qui a transpiré, comme son piano qui n'a pas survécu à ce grand duel — Liszt en est resté le vainqueur ». Wieck décrit un autre concert lors de la même tournée au cours de laquelle Liszt a aussi « détruit » deux Graf, ainsi qu'un piano Érard du facteur parisien Sébastien Érard que lui avait prêté Sigismond Thalberg.
En 1840, Graf offre en cadeau l'un de ses pianos à queue à la jeune virtuose du piano Clara Wieck (la fille de Friedrich), à l'occasion de son mariage avec Robert Schumann. Lorsque Schumann décède en 1856, Clara donne l'instrument à son ami Johannes Brahms qui l'utilise pour son travail pianistique jusqu'en 1873. Il en fait ensuite don à la Gesellschaft der Musikfreundeet est aujourd'hui exposé au Kunsthistorisches Museum de Vienne.
Durant les années 1880, le jeune Gustav Mahler possède et joue un très vieux piano Graf de 1836 environ. L'instrument est actuellement hébergé à la Cobbe Collection près de Guildford, en Angleterre. La page web de la collection suggère que Mahler ne peut tout simplement pas à l'époque se permettre de détenir un meilleur piano.

## Réputation
Des instruments Graf, Wythe dit qu'ils « représentent l'aboutissement du piano classique viennois dans le style de J. A. Stein et Anton Walter : ils sont dépassés par les « progrès » modernes, tels que le cadre en acier et les mécanismes de répétition et ne montrent aucune lourdeur, ce qui a finalement conduit au déclin de la facture de piano viennoise ». Kottick et Lucktenberg décrivent ainsi les pianos Graf : « même si Graf est un facteur conservateur,  ils sont bien pensés et certains des meilleurs pianistes du xixe siècle allemand ont préféré ses instruments ». Le rapport de l'exposition où les pianos Graf ont remporté une médaille d'or dit : « Les caractéristiques distinctes de ses pianos ont gagné l'attention de l'ensemble du monde de la musique, en effet, il y a un grand marché pour ses instruments, non seulement ici, mais dans toutes les parties du monde civilisé... [ils] doivent être inclus parmi les réalisations les plus réussies dans l'art de la facture du piano ». Les instruments Graf qui ont survécu ont près de deux siècles.
Le musicologue Robert Winter exprime de vives critiques à l'égard des musiciens qui choisissent d'utiliser des instruments historiques y compris des pianos Graf, dont le son peut sembler très mauvais après tant d'années.
Cependant, un certain nombre de facteurs de pianos contemporains spécialisés dans les reproductions d'instruments anciens ont créé des copies modernes de pianos Graf. Ces instruments récents ont été joués par divers artistes actuels, tant à l'occasion de concerts que d'enregistrements ou de concours.

## Discographie
Paul Badura-Skoda a enregistré plusieurs disques sur des instruments originaux issus de sa collection. Malcolm Bilson. Il a notamment enregistré Schubert sur des copies de pianos Graf. Jos van Immerseel a joué Beethoven sur un Conrad Graf de 1824.
Richard Burnett a enregistré un récital sur un piano Graf de 1826 (opus 988), appartenant à la collection du Finchcocks Living Music Museum à Goudhurst, Kent.
Olga Pashchenko a enregistré en 2011, la dernière sonate de Beethoven ainsi que les Variations sérieuses de Mendelssohn, pour le label Fuga Libera, sur un Conrad Graf de 1826 et en 2016, trois sonates de Beethoven (nos 21, 23 et 26) sur un autre instrument de 1824, pour Alpha.
Andreas Staier et Alexander Melnikov ont enregistré en 2017 la Fantaisie en fa mineur et autres œuvres pour piano à quatre mains de Schubert sur une copie, par Christopher Clarke, d'un pianoforte de Conrad Graf.
Viviana Sofronitsky a enregistré la "Wanderer Fantasy" de Franz Schubert sur une copie d'un instrument Graf réalisée par Paul McNulty. Kristian Bezuidenhout et Jan Kobow ont également utilisé la copie d'un piano Graf de Paul McNulty dans un enregistrement de "Die Schöne Müllerin de Franz Schubert".
En Septembre 2018 la copie du pianoforte Graf de 1819 par Paul McNulty a été utilisée tout comme la reproduction d'un piano Pleyel de 1830 par le même facteur, lors de la première compétition internationale sur instruments anciens de musique pour piano de Frédéric Chopin organisée par l'Institut Fryderyk Chopin de Varsovie.

### Monographies
- (en) Edward L. Kottick et George Lucktenberg, Early keyboard instruments in European museums, Bloomington, Indiana University Press, 1997, 276 p. (ISBN 0-253-33239-7, OCLC 34788777, lire en ligne)
- (en) Larry Fine, The Piano Book (4e éd.). Brookside Press, 2004.
- (en) Halina Goldberg, Music in Chopin's Warsaw. Oxford University Press, 2008.  (ISBN 0-19-513073-1).

### Articles et encyclopédies
- (en) Howard Schott, « Liszt and the keyboard », dans Music and Letters 118 (1977), p. 911.
- (en) Edwin Marshall Good, Giraffes, black dragons, and other pianos: a technological history from Cristofori to the modern concert grand. Stanford University Press, 1982, p. 91–93.  (ISBN 0-8047-1120-8).
- (en) Deborah Wythe, « The pianos of Conrad Graf », Early Music, Paris, vol. 12, no 4,‎ 1984, p. 447–460 (ISSN 1272-5765)
- (en) Robert Winter, « The emperor's new clothes: Nineteenth-century instruments revisited ». 19th-Century Music 7 (1987) p. 251–265.
- (en) Deborah Wythe, « Graf, Conrad », dans Stanley Sadie (éd.), The New Grove Dictionary of Music and Musicians, Londres, Macmillan, seconde édition, 29 vols. 2001, 25 000 p. (ISBN 9780195170672, lire en ligne)
- (en) Richard Leppert, « Cultural contradiction, idolatry, and the piano virtuoso: Franz Liszt », dans James Parakilas et E. Douglas Bomberger, éds., Piano roles: a new history of the piano. Yale University Press, 2002.
- (en) Christopher H. Gibbs, « Just two words. Enormous success: Liszt's 1838 Vienna concerts », dans Christopher H. Gibbs et Dana Gooley (éds.), Liszt and his world.  Princeton University Press, 2006.